# Rattenkirchen
Rattenkirchen is een plaats in de Duitse deelstaat Beieren, en maakt deel uit van het Landkreis Mühldorf am Inn.
Rattenkirchen telt 1.003 inwoners.
Rattenkirchen was zo'n veertig jaar lang de woonplaats van de Nederlandse dirigent Jan Koetsier. 
Ampfing ·
Aschau a.Inn ·
Buchbach ·
Egglkofen ·
Erharting ·
Gars a.Inn ·
Haag i.OB ·
Heldenstein ·
Jettenbach ·
Kirchdorf ·
Kraiburg a.Inn ·
Lohkirchen ·
Maitenbeth ·
Mettenheim ·
Mühldorf a.Inn ·
Neumarkt-Sankt Veit ·
Niederbergkirchen ·
Niedertaufkirchen ·
Oberbergkirchen ·
Oberneukirchen ·
Obertaufkirchen ·
Polling ·
Rattenkirchen ·
Rechtmehring ·
Reichertsheim ·
Schönberg ·
Schwindegg ·
Taufkirchen ·
Unterreit ·
Waldkraiburg ·
Zangberg